# Fragile (Yes-album)
Ez a szócikk a Yes albumáról szól. A Nine Inch Nails azonos című lemezét a The Fragile oldalon találod.
A Fragile a negyedik Yes-stúdióalbum, amit 1971-ben bocsátottak ki, nem sokkal a szintén nagy sikerű The Yes Albumot követően. Tony Kaye-t a billentyűsi poszton felváltotta Rick Wakeman, aki képességeit tekintve meghaladja elődjét, játéka lényegesen gazdagabb, a billentyűs hangszerek szerepe megnövekedik általa, emiatt a zene is összetettebbé válik. A második szám (Cans and Brahms) egy Johannes Brahms-átirat a zeneszerző negyedik szimfóniájából, amit a virtuóz billentyűs ad elő.
A lemez kétségkívül legismertebb száma a Roundabout. Ez a szám talán a legismertebb Yes-dal, nagyon sok koncerten hangzott/hangzik el.
Az album szerepel az 1001 lemez, amit hallanod kell, mielőtt meghalsz című könyvben.

## Az album dalai
| 1. | Roundabout            | Jon Anderson, Steve Howe                   | 8:33 |
| 2. | Cans and Brahms       | Johannes Brahms; hangszerelte Rick Wakeman | 1:38 |
| 3. | We Have Heaven        | Anderson                                   | 1:40 |
| 4. | South Side of the Sky | Anderson, Chris Squire                     | 7:58 |

| 1. | Five Per Cent for Nothing          | Bill Bruford              | 0:35  |
| 2. | Long Distance Runaround            | Anderson                  | 3:30  |
| 3. | The Fish (Schindleria Praematurus) | Squire                    | 2:39  |
| 4. | Mood for a Day                     | Howe                      | 3:00  |
| 5. | Heart of the Sunrise               | Anderson, Squire, Bruford | 11:27 |

## Közreműködők
- Jon Anderson – ének
- Chris Squire – basszusgitár
- Steve Howe – gitár
- Bill Bruford – dob
- Rick Wakeman – billentyűs hangszerek